# Karl Mörke
Karl Nikolaus Peter Mörke (Niederzerf, 2 marzo 1889 – Colonia, 15 dicembre 1946) è stato un sollevatore tedesco campione mondiale che gareggiò nella categoria dei pesi massimi (oltre 82,5 kg.).

## Biografia
Karl Mörke cominciò sin da bambino ad allenarsi in casa a sollevare pesi insieme ai suoi fratelli, con i quali, quando era ancora un ragazzo, fondò un club per l'allenamento nel sollevamento pesi.
Cominciò, in seguito, a vincere diverse gare a livello locale e fu in servizio presso una compagnia ferroviaria, evitando i combattimenti della prima guerra mondiale.
Riprese a gareggiare dopo la fine della guerra, diventando campione nazionale nel 1919.
Non poté partecipare alle Olimpiadi di Anversa 1920, dove sarebbe stato il principale favorito per il titolo olimpico, a causa dell'esclusione da quei Giochi dei Paesi sconfitti durante la prima guerra mondiale (Germania, Austria, Ungheria, Bulgaria e Turchia).
Si rifece però ai Campionati mondiali di Vienna 1920, che ebbero luogo pochi giorni dopo le gare olimpiche, conquistando la medaglia d'oro davanti all'austriaco Franz Aigner.
Alla fine dello stesso anno, Mörke decise di emigrare negli Stati Uniti, diventando un atleta professionista, esibendosi in prove di forza per spettacoli di varietà, circhi e clubs sportivi.
Agli inizi degli anni '30 fece ritorno in Germania, continuando a dedicarsi all'attività circense per alcuni anni, ed in seguito abbandonandola per ritornare a lavorare per una compagnia ferroviaria.
Durante la seconda guerra mondiale Karl Mörke rimase gravemente ferito nel 1945 in seguito ad un bombardamento alleato sulla città di Colonia, morendo l'anno successivo proprio a causa di queste ferite.
Nonostante sia ormai quasi dimenticato in patria, negli Stati Uniti Karl Mörke è considerato ancor oggi uno dei pionieri del powerlifting.